# Самаль (народ)
Самаль (самоназвание — а’а сама) — народ группы моро на Филиппинах. Живут в южной части архипелага Сулу. Численность — 320 тыс. человек. В Малайзии живёт около 50 тысяч человек (в провинции Сабах). Относится к переходной южно-азиатской расе.
Говорят на двух близкородственных языках — сама западного Сулу и сама внутреннего Сулу, которые относятся к сулу-калимантанской группе филиппинских языков (австронезийская семья. Многие считают также родным язык сулу. Оба народа близки по культуре, поэтому иногда их объединяют под названием сулу-самаль.

## Происхождение
Предки самаль, вероятно, переселились на острова Сулу в XIII—XIV веках с о. Джохор. Притесняемые местным населением, они вынуждены были селиться только по побережьям. Они переняли культуру у сулу и были ими ассимилированы.
Этнически делятся на три группы: самаль-лаут («морские самаль»), мореходы и рыболовы, самаль-талон, земледельцы, и самаль-гимба, занимаются земледелием и другим.

## Хозяйство и культура
В прошлом самаль имели славу мореходов, пиратов, работорговцев. Сейчас культивируют заливной и суходольный рис, таро, маниок, кокосовую и арековую пальму, ананасы, бананы, кофе. Развито животноводство, разводят буйволов, лошадей, коз, птицу. Важно рыболовство и добыча прочих морепродуктов, трепангов, моллюсков, морской травы. Добывают жемчуг и кораллы. Занимаются торговлей.
Развиты ремесла, ювелирное дело, плетение, ткачество, резьба по дереву и перламутру. Строят лодки с балансиром и квадратным парусом (типы лодок — саккаян, винта).
Жилище — свайное, с верандами. Тип жилища, одежда, пища и духовная культура такие же, как у сулу и других народов моро. Сохраняется фольклор, музыкальный и танцевальный. Заметно арабское, индийское и индонезийское влияние.
В области социальных отношений — также. Живут общинами. Во главе общества — вожди (дато) и имамы.
Семья — моногамная, но у знати существует полигиния. Полагается выкуп за невесту. Счёт родства билатеральный, брак неолокальный.